# Hannah Nuttall
Hannah Nuttall (* 7. Juli 1997 in Preston) ist eine britische Leichtathletin, die sich auf den Langstreckenlauf spezialisiert hat und besonders im Crosslauf erfolgreich ist. Auch ihre Eltern Alison Wyeth und John Nuttall sowie ihr Bruder Luke Nuttall waren bzw. sind als Leichtathleten aktiv.

## Sportliche Laufbahn
Erste internationale Erfahrungen sammelte Hannah Nuttall bei den Crosslauf-Weltmeisterschaften 2015 in Guiyang, bei denen sie in 22:23 min den 45. Platz im U20-Rennen belegte. Bei den Crosslauf-Europameisterschaften 2019 in Lissabon erreichte sie mit 22:28 min Rang 31 im U23-Rennen und 2021 siegte sie in 18:01 min in der Mixed-Staffel bei den Crosslauf-Europameisterschaften 2021 in Dublin. 2023 gelangte sie bei den Halleneuropameisterschaften in Istanbul mit 8:46,30 min auf Rang fünf im 3000-Meter-Lauf und im Juni wurde sie bei der 1. Liga der Team-Europameisterschaft im Rahmen der Europaspiele in Chorzów in 15:29,49 min Zweite über 5000 Meter und sicherte sich damit ligenübergreifend die Bronzemedaille hinter der Lettin Agate Caune und Nadia Battocletti aus Italien. Im Jahr darauf gelangte sie bei den Hallenweltmeisterschaften in Glasgow mit 8:48,28 min auf den zwölften Platz über 3000 Meter und bei den Europameisterschaften in Rom wurde sie in 15:10,65 min Zehnte über 5000 Meter. 2025 wurde sie bei den Halleneuropameisterschaften in Apeldoorn in 8:54,60 min Sechste über 3000 Meter.
2024 wurde Nuttall britische Meisterin im 5000-Meter-Lauf und 2025 wurde sie Hallenmeisterin über 3000 Meter.

## Persönliche Bestleistungen
- 1500 Meter: 4:05,66 min, 4. Juni 2023 in Hengelo
  - 1500 Meter (Halle): 4:16,40 min, 9. Januar 2022 in Sheffield
- Meile: 4:33,42 min, 2. Juli 2022 in Dublin
- 3000 Meter: 8:45,63 min, 6. September 2023 in Rovereto
  - 3000 Meter (Halle): 8:40,01 min, 2. Februar 2025 in Boston
- 5000 Meter: 14:52,65 min, 25. Mai 2024 in Leiden